# Giovanni Baldasseroni

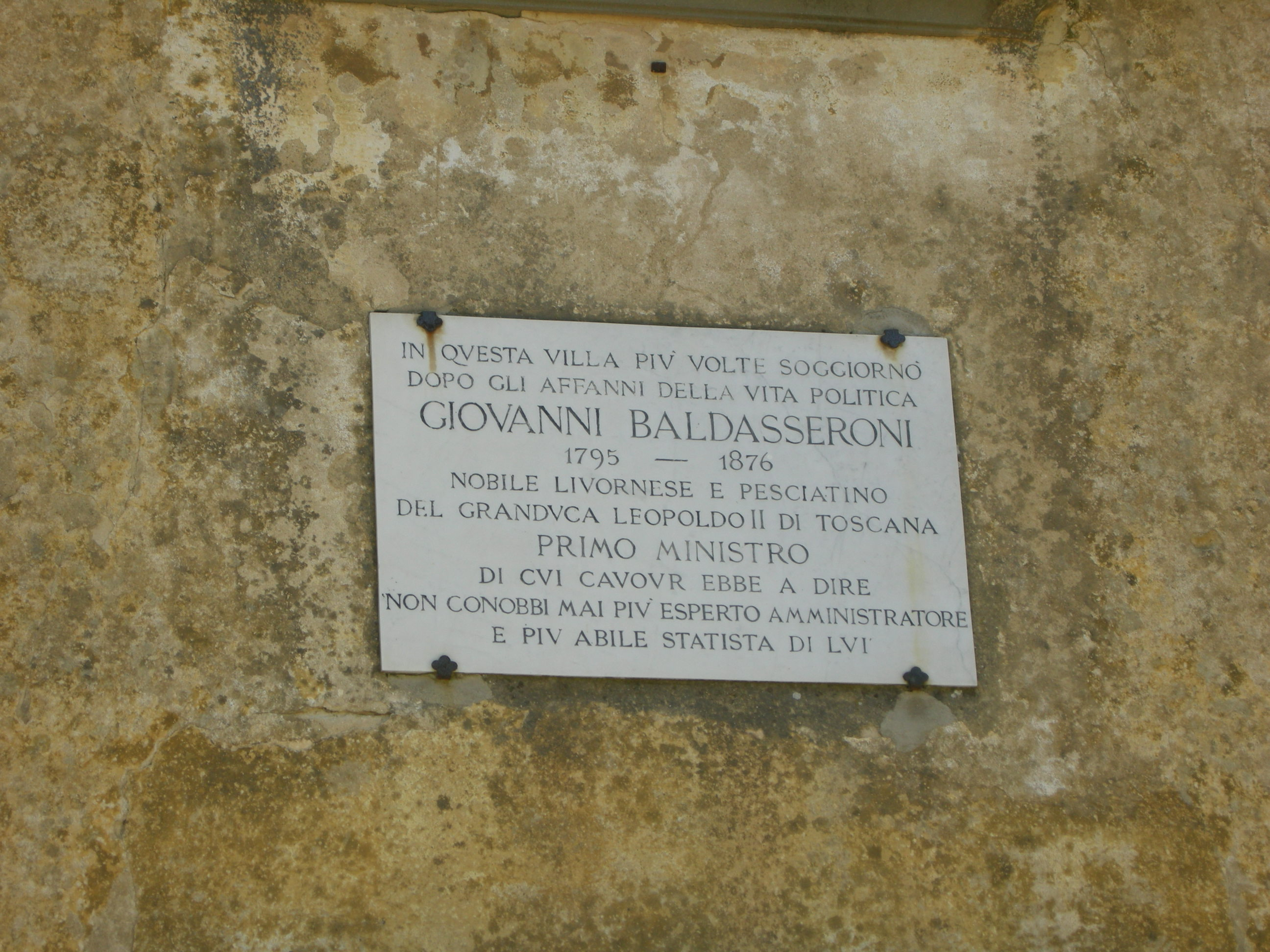
Targa a Giovanni Baldasseroni, villa Baldasseroni, Montespertoli

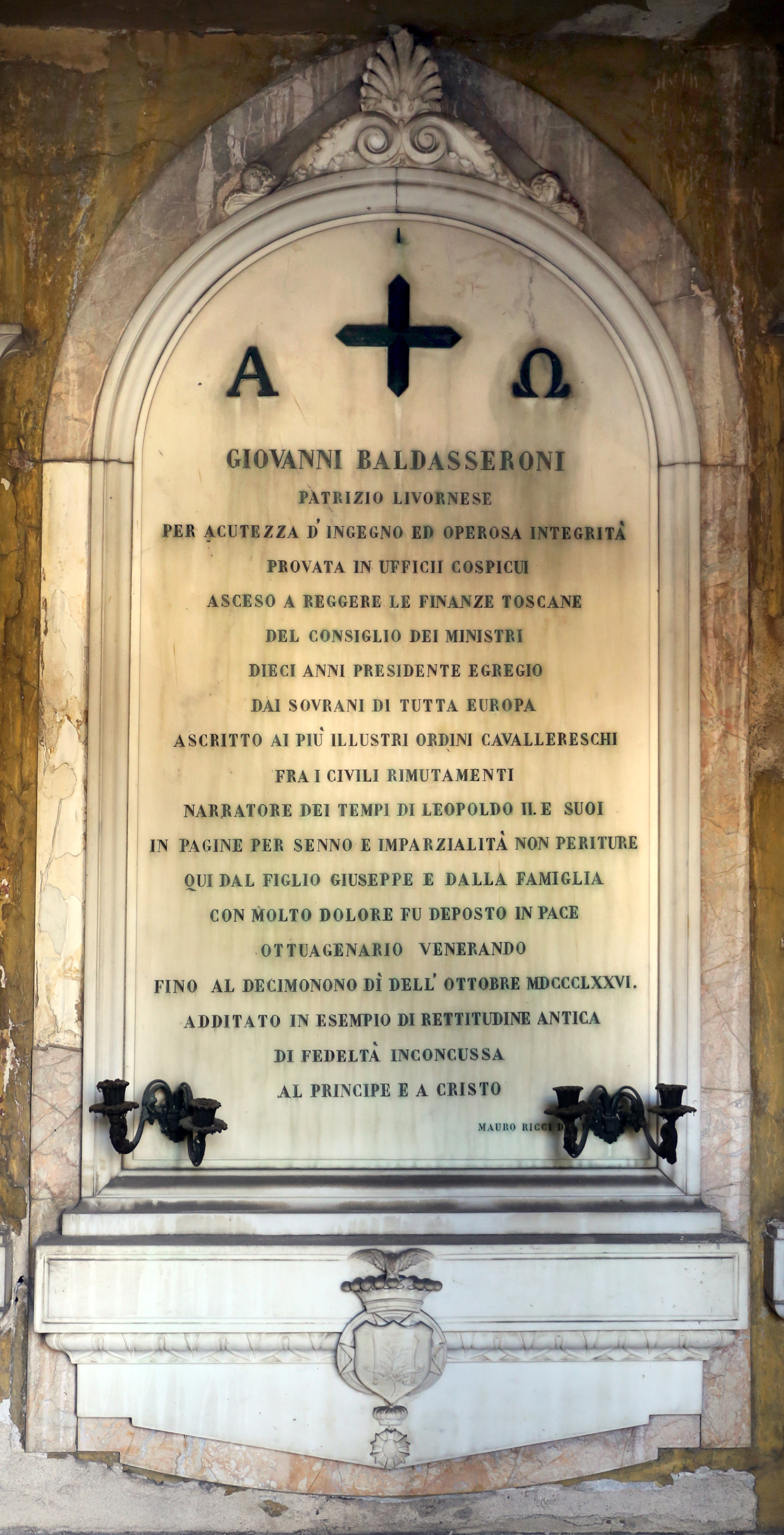
La tomba

Giovanni Baldasseroni (Livorno, 27 novembre 1795 – Firenze, 19 ottobre 1876) è stato un funzionario e politico italiano,  primo ministro del granduca di Toscana Leopoldo II.

## Biografia
Abbandonati gli studi giuridici entrò come semplice commesso alla prefettura di Livorno. Chiamato a Firenze nel 1824 per lavorare al Ministero delle Finanze, fece rapidamente carriera e nel 1833 fu nominato soprintendente generale all'Ufficio delle revisioni e dei sindacati. 
Seguirono altri incarichi, e nel 1847 fu nominato Ministro delle Finanze. Ritiratosi a vita privata, a Unità d'Italia avvenuta, scrisse un interessante ritratto del granduca Leopoldo II intitolato Leopoldo II, granduca di Toscana, e i suoi tempi.
Morì il 19 novembre del 1876 nella sua casa a Firenze e venne tumulato nel loggiato destro del cimitero monumentale della Ven. Arciconfraternita di Firenze, il Camposanto dei Pinti.

## Onorificenze
(Ducato di Lucca)

## Opere
- Leopoldo II, granduca di Toscana, e i suoi tempi, Firenze 1871